# Michael Laßleben
Michael Laßleben (* 20. Januar 1899 in Kallmünz; † 9. Mai 1972 ebenda) war ein deutscher Verleger und Lokalpolitiker.

## Leben und Wirken
Laßleben wurde als Sohn des Heimatforschers Johann Baptist Laßleben geboren. Seine Schwester Barbara Bredow-Laßleben (1896–1962) fungierte als Schriftleiterin im Verlag des Vaters, sein jüngerer Bruder war der Grafiker und Zeichner Hans Laßleben. Nach Abschluss der Schule trat Laßleben 1912 in Amberg eine Ausbildung zum Buchbinder an. 1913 wechselte er auf eine Lehrstelle als Drucker und Verlagskaufmann in Regensburg.
Dem Oberpfalz-Verlag seines Vaters in Kallmünz gliederte er 1919 eine Druckerei an. Nach dem Tod des Vaters 1928 setzte Laßleben die Veröffentlichung der von seinem Vater gegründeten Heimatzeitschrift Die Oberpfalz fort. Den Verlag baute er zu einem bedeutenden Fachverlag für geschichtswissenschaftliche Veröffentlichungen aus. Neben verlagseigenen Werken wurden vor dem Zweiten Weltkrieg vor allem Dissertationen gedruckt. Nach Kriegsende wurden zahlreiche Publikationen wissenschaftlicher Institute und Universitäten im Verlag Michael Laßleben verlegt.
Laßleben wurde zwei Mal, 1937 und 1960, zum Bürgermeister von Kallmünz gewählt. Unter ihm wurden unter anderem das Rathaus, die Burgruine und die Pestkirche St. Sebastian auf dem Auberg restauriert. Sein Sohn Erich (1931–2016) war ebenso Verleger.

## Auszeichnungen
- 1953: Nordgau-Kulturpreis der Stadt Amberg in der Kategorie „Heimatpflege“